# زندی (مالیات)
زندی (انگلیسی: Xenddi) یک مالیات مذهبی تبعیض آمیز بود که توسط دولت مسیحی پرتغالی دوران استعمار مسیحی در گوا، دامان و دیو در سال ۱۷۰۴ بر هندوها تحمیل شد. این مالیات مشابه مالیات تبعیض آمیز جزیه بود که توسط حاکمان مسلمان منطقه بر هندوها تحمیل شد.